# 遊学館高等学校
遊学館高等学校（ゆうがっかんこうとうがっこう、英: Yugakkan High School）は、石川県金沢市本多町にある私立高等学校。学校法人金城学園が運営する。通称は「遊学（ゆうがく）」、「遊学館（ゆうがっかん）」。1996年（平成8年）までは女子校の「金城高等学校」であった。
上位学校として金城大学、金城大学短期大学部。下位学校としてかつては金城中学校、金城幼稚園も存在した。

## 概要
スポーツが盛んな学校であり、専用のサッカー場と野球場を持つ。2002年（平成14年）には野球部が創部1年4ヶ月での甲子園出場（当時史上最速）を果たす。この時は全部員が1・2年生にもかかわらずベスト8に入る快挙をなし遂げた。野球部は以降も優秀な成績を残し、石川県の高校野球は星稜高校・金沢高校の私学2強時代から、2010年（平成22年）前後の頃は同校を入れた私学3強時代となっていた。

## 設置学科
全日制普通科
一般進学コース
→1年次は文理共通である。2年次より以下のようなクラスに分かれる。
文系クラス（進路目標に応じてA、Bクラスに分かれる）
理系クラス（Sクラス）
特別進学コース
→1年次は文理共通である
文系クラス(2年次より)
国公立文系クラス(3年次より)
私文系クラス(3年次より)
理系クラス(2年次より)
国公立理系クラス(3年次より)
私理系クラス(3年次より)
金城大学コース（※原則として進学を前提）
社会福祉クラス（大学）
医療健康クラス（大学）
看護クラス（大学）
ビジネス実務クラス（短大）
幼児教育クラス（短大）
美術クラス（短大）

## 沿革

### 経緯
1904年（明治37年）、女子教育の必要性を説いた元・石川県尋常師範学校教師の加藤広吉と妻・せむが創設した「金城遊学館」より始まり、戦後の学制改革後の「金城高等学校」まで長年、男女別学の女子校であった。1996年（平成8年）に男女共学の高校として創設時の名称を冠した「遊学館」高等学校となり現在に至る。

### 年表
- 1904年（明治37年）- 金城遊学館創設。
- 1905年（明治38年）- 金城女学校の設立認可。
- 1908年（明治41年）- 中本多町3番丁（現：本多町2丁目）に校舎を建設し移転。
- 1924年（大正13年）- 金城高等女学校認可。
- 1948年（昭和23年）- 学制改革により金城高等学校を開設。
- 1971年（昭和46年）- 商業科を設置。
- 1975年（昭和50年）- 家庭科を廃止。
- 1986年（昭和61年）- 秘書科を設置。
- 1989年（平成元年）- 商業科を廃止。
- 1996年（平成08年）- 遊学館高等学校に名称変更、男女共学になる。秘書科の募集を停止。普通科に一般進学、国際教養、福祉、美術の4コースを設置。
- 1999年（平成11年）- 秘書科を廃止。
- 2001年（平成13年）- 金沢市錦町地内に野球場･サッカー場が完成。
- 2002年（平成14年）- 金沢市錦町地内に雨天練習場を含むトレーニングセンターが完成。
- 2008年（平成20年）- 普通科のコースを特別進学コース、一般進学コース、金城大学コースの3コースに変更。
- 2009年（平成21年）- 遊学館高等学校第2学館が竣工。円形広場・駐輪場が竣工。
- 2017年（平成29年）- 遊学館高等学校第1体育館が竣工。
- 2024年（令和6年）- 遊学館高等学校遊正寮が竣工。

## 教育方針

### 建学の精神
- 遊学の精神の涵養

　何ものにもとらわれず、自由に広く世の中を見聞し、人格を高め磨いていくこと。
- 良妻賢母の育成

　周りの人々がより良く幸せに生きるための支えとなる人材を育成すること。

### 教育理念
教育とは先生と学生の全人格のぶつかり合いの中から生まれてくる学生への影響、それも何らかのよい影響である。

### 教育目標
文武に励み、自らの品格を高めるとともに他者の人格を重んずる心を養い、遊学の精神を持って未来を切り開く人間の育成をめざす。

### 重点目標
1. 心身ともに健康な生徒の育成
2. 確かな基礎学力を身につける
3. 広い視野を持ち主体的に学校生活を営む
4. 進路指導の充実、特に進学実績の向上

## 校歌
- 作詞：八波則吉、作曲：大西安世

## 部活動
- 運動部 - 野球、卓球、駅伝競走、バトントワリング、サッカー、バレーボール、バドミントン、バスケットボール、テニス、剣道、ストリートダンス、応援
- 文化部 - 吹奏楽、合唱、茶道、理科、文芸、美術、インターアクト、パソコン、クッキング、英語、eスポーツ、軽音楽、

### 野球
- 2002年（平成14年）
  - 夏の甲子園 出場（初出場でベスト8）。
  - 明治神宮野球大会（高校の部）でベスト4。
- 2003年（平成15年）- 春の甲子園に出場（初出場）。
- 2004年（平成16年）- 夏の甲子園出場（2年ぶり2回目）。
- 2005年（平成17年）
  - 夏の甲子園出場（2年連続3回目）。
  - 国民体育大会（高校の部）で準優勝。
- 2010年（平成22年）
  - 夏の甲子園出場（5年ぶり4回目）。
- 2012年（平成24年）- 夏の甲子園出場（2年ぶり5回目）。
- 2015年（平成27年）- 夏の甲子園出場（3年ぶり6回目）。

### 男子卓球
全国大会は2025年現在、総体は26大会連続･通算26回出場し、高校選抜は22大会連続･通算23回出場している。
- 2002年 - インターハイ でベスト4
- 2008年
  - インターハイでベスト4
  - 高校選抜でベスト4
- 2009年 - インターハイでベスト4
- 2010年 - インターハイでベスト4
- 2015年
  - インターハイでベスト4
  - 高校選抜でベスト4
- 2016年
  - インターハイでベスト4
  - 高校選抜でベスト4
- 2017年
  - インターハイで準優勝
  - 高校選抜でベスト4
- 2018年 - インターハイでベスト4
- 2019年 - インターハイでベスト4
- 2020年 - 高校選抜でベスト4

### 女子卓球
全国大会は2025年現在、総体は26大会連続･通算56回出場し、高校選抜は5大会連続･通算25回出場している。
- 2017年
  - インターハイでベスト4
  - 高校選抜で準優勝
- 2018年
  - インターハイで準優勝
  - 高校選抜でベスト4
- 2019年 - インターハイで準優勝

### 男子駅伝
全国高等学校駅伝競走大会出場回数17回
2007年、2009年、2010年、2011年、2012年、2013年、2014年、2015年、2016年、2017年、2018年、2019年、2020年、2021年、2022年、2023年、2024年

### 女子駅伝
全国高等学校駅伝競走大会出場回数15回
2001年、2002年、2003年、2004年、2005年、2006年、2008年、2009年、2010年、2013年、2015年、2016年、2018年、2021年、2023年

### バトントワリング
- 2008年 - バトントワーリング全国大会でグランプリ
- 2010年
  - ジャパンカップで優勝。
  - バトントワーリング全国大会グでランプリ。
- 2012年 - バトントワーリング全国大会でグランプリ。
- 2013年 - ジャパンカップで優勝。
- 2014年 - ジャパンカップで優勝。
- 2015年
  - ジャパンカップで優勝。
  - バトントワーリング全国大会でグランプリ。
- 2018年 - バトントワーリング全国大会でグランプリ。
- 2019年 - バトントワーリング全国大会でグランプリ。[1]。
- 2023年 - バトントワーリング全国大会でグランプリ。[2]。

## 主な年間行事
- 04月：入学式･始業式･新任式、部活紹介、バス遠足
- 05月：金城大学オープンキャンパス（遊学館高校限定）、遊学講座開校式、
- 06月：体育祭、コース選択説明会（1年生）
- 07月：金城体験講座（2年生）、終業式
- 08月：オープンスクール
- 09月：始業式、学園祭
- 10月：コース選択（1年生）、ハロウィンナイト、金城短大説明会（1年生）
- 11月：創立記念日
- 12月：金城体験講座（1･2年生）、スポーツ大会、遊学講座閉講式、終業式、
- 01月：始業式、推薦入試、一般入試
- 03月：卒業式、修学旅行（1年生）、遊学生の主張コンクール、終業式･離任式、入学説明会

## 所在地
〒920-0964 石川県金沢市本多町2-2-3

### 野球・サッカー専用グラウンド
〒920-0952 石川県金沢市錦町143

### アクセス
- IRいしかわ鉄道線金沢駅（東口）→ 北鉄金沢バス 約15分 →「幸町」停留所 徒歩約3分または「香林坊」停留所 徒歩約15分

## 著名な出身者

### 野球
- 小嶋達也
- 鈴木将光
- 三木亮
- 牧野翔矢
- 保科広一
- 石森大誠
- 髙田竜星
- 小孫竜二
- 三浦基瑛

### サッカー
- 谷口遼弥
- 三浦基瑛

### 陸上
- 山本憲二(兄)
- 山本修二(弟)
- 五郎谷俊

### その他
- 松本章宏 - ボクシング
- 中山友貴 - レーシングドライバー
- 井上あずみ - 歌手
- YUICHI - モデル